# Samiilivka, Berezivka
Samiilivka (în ucraineană Самійлівка) este un sat în comunei Ciohodarivka din raionul Berezivka, regiunea Odesa, Ucraina.

## Demografie
Componența lingvistică a localității Samiilivka
     Ucraineană (87,61%)
     Română (11,5%)
     Alte limbi (0,88%)
Conform recensământului din 2001, majoritatea populației localității Samiilivka era vorbitoare de ucraineană (87,61%), existând în minoritate și vorbitori de română (11,5%).